# Urszula
Urszula – imię żeńskie pochodzenia łacińskiego, od łacińskiego przydomka Ursula, który stanowi zdrobnienie od wyrazu pospolitego ursa (niedźwiedzica); można je zatem tłumaczyć jako „niedźwiedziczka”. W Polsce imię to notowano od XIV wieku w formie Urszula (od 1367) i Orszula (także od 1367), a także łacińskiej Ursula. Możliwe staropolskie zdrobnienia: Ula; z łac. przyrostkiem: Ulita, wschodniosł.: Ulicha. Przez stulecia imię Urszula było rzadkie, a w XIX wieku uchodziło za staromodne i pretensjonalne. Popularność zyskało w XX wieku.
Urszula imieniny obchodzi:
- 29 maja, jako wspomnienie św. Urszuli Ledóchowskiej (1865–1939), założycielki Urszulanek Serca Jezusa Konającego
- 21 października, jako wspomnienie św. Urszuli i towarzyszek

## Odpowiedniki w innych językach
- łacina – Ursula
- język francuski – Ursule
- język hiszpański – Úrsula
- język niemiecki – Ursula
- język węgierski – Orsolya
- język włoski – Orsola

## Osoby o imieniu Urszula posiadające biogram w Wikipedii (wykaz niepełny)
- Ursula Adler (poświadczona dla ok. 1512 – ok. 1542) – zamożna mieszczanka niemiecka
- Ursula Amerbach (1528–1532) – najstarsze dziecko bazylejskiego drukarza Bonifaciusa Amerbacha, zmarła w dzieciństwie; by pocieszyć zrozpaczonego ojca, Erazm z Rotterdamu i inni przyjaciele pisali listy i wiersze konsolacyjne o Ursuli
- Ursula Andress – szwajcarska aktorka
- Urszula Augustyn – dziennikarka katolicka, publicystka i pedagog, poseł na Sejm RP V i VI kadencji
- Urszula Bartos-Gęsikowska – polska aktorka teatralna, filmowa i telewizyjna
- Urszula Bejga – polska siatkarka
- Urszula Małgorzata Benka – polska poetka, prozaiczka, tłumaczka
- Urszula Katarzyna Bokum (1680–1743) – żona wojewody krakowskiego Jerzego Dominika Lubomirskiego, potem księcia Ludwika Wirtemberskiego, księżna cieszyńska
- Úrsula Corberó – hiszpańska aktorka
- Urszula Czartoryska – polska historyk sztuki
- Urszula Dembicka – regionalistka i animator kultury
- Urszula Dębska – polska aktorka
- Ursula Disl – biathlonistka niemiecka, mistrzyni olimpijska, mistrzyni świata
- Urszula Gardzielewska-Domel – polska lekkoatletka
- Urszula Doroszewska – polska socjolog, działaczka opozycji w okresie PRL, działaczka społeczna, od 2008 ambasador w Gruzji
- Urszula Dudziak (ur. 1943) – polska wokalistka jazzowa
- Ursula Engelen-Kefer – niemiecka działaczka związkowa
- Urszula Figwer – polska lekkoatletka, siatkarka
- Urszula Gacek (ur. 1963) – senator VI kadencji
- Urszula Garwolińska – polska polityk, posłanka na Sejm PRL IX kadencji
- Urszula Gierszon – poetka, prozaik
- Urszula Giuliani → św. Weronika Giuliani (1660–1727) – kapucynka, mistyczka
- Urszula Grabowska – polska aktorka filmowa i teatralna
- Urszula Grzeszczak-Świetlikowska – profesor technologii żywienia
- Urszula Jackowiak – polska prawniczka, profesor zwyczajny
- Urszula Jankowiak – polska śpiewaczka operowa i pedagog
- Urszula Jarosz – polska pielęgniarka i polityk, posłanka na Sejm X kadencji
- Urszula Kasprzak – polska wokalistka
- Urszula Kenar – scenografka
- Urszula Kielan – polska lekkoatletka, medalistka olimpijska
- Urszula Kochanowska – córka Jana Kochanowskiego
- Urszula z Kolonii – święta Kościoła katolickiego
- Urszula Kozioł – polska poetka, prozaiczka
- Urszula Kret – polska instruktorka harcerska
- Urszula Krupa (ur. 1949) – polska działaczka społeczno-polityczna i dziennikarka
- Urszula Jakimowicz (z.d. Kuncewicz) – polska lekkoatletka
- Urszula Ledóchowska – święta Kościoła katolickiego
- Ursula K. Le Guin (1929–2018) – amerykańska pisarka
- Ursula von der Leyen – niemiecka polityk
- Urszula Łangowska-Szczęśniak – polska ekonomistka
- Urszula Małolepsza – poznański społecznik, działacz związkowy i samorządowiec
- Urszula Mazurek – polska harfistka
- Urszula Modrzyńska (1928–2010) – polska aktorka
- Urszula Niebrzydowska-Janikowska – polska wioślarka, olimpijka z Moskwy (1980 r.)
- Urszula Pająk – polska polityk, związkowiec, posłanka na Sejm II kadencji
- Urszula Pasławska – polska polityk, samorządowiec, od 2006 wicemarszałek województwa warmińsko-mazurskiego
- Urszula Piwnicka – polska lekkoatletka
- Ursula Plassnik – austriacka polityk
- Urszula Radwańska (ur. 1990) – polska tenisistka
- Urszula Rivata – pierwsza przełożona Uczennic Boskiego Mistrza, Sługa Boża
- Urszula Ruhnke-Duszeńko – polska malarka
- Urszula Rzeczkowska – akordeonistka, kompozytorka piosenek
- Urszula Sadkowska – polska judoczka kategorii ciężkiej, wicemistrzyni Europy
- Ursula Schröder-Feinen (1936–2005) – niemiecka śpiewaczka operowa
- Urszula Sipińska – piosenkarka
- Urszula Szubzda – polska lekkoatletka, dwukrotna olimpijka
- Urszula Trawińska-Moroz – polska śpiewaczka operowa (sopran koloraturowy)
- Orsolya Vérten – węgierska piłkarka ręczna, reprezentantka kraju
- Urszula Wachowska – polska polityk, poseł na Sejm III kadencji
- Urszula Anna Wenda – polski lekarz rodzinny, wieloletni lekarz zakładowy Wojewódzkiej Przychodni Górniczej, podczas pacyfikacji strajku w katowickiej Kopalni Węgla Kamiennego „Wujek” 16 grudnia 1981 roku, pośpieszyła z pomocą rannym górnikom
- Urszula Wolska – polska artystka oraz dyrektor Muzeum Dawnej Wsi „Domek Tkaczki” w Bliżynie
- Urszula Włodarczyk – polska lekkoatletka
- Urszula Zajączkowska – polska poetka, botanik
- Urszula Zybura – polska poetka i aforystka
- Urszula Żegleń – polska filozof, profesor Uniwersytetu Mikołaja Kopernika w Toruniu
- Teodora Urszula Piłsudska – hrabianka polska, babka Józefa Piłsudskiego
- Franciszka Urszula Radziwiłłowa (1705–1753) – pierwsza polska dramatopisarka
- Ewa Urszula Wilczur-Garztecka – polska krytyczka i promotorka sztuki nowoczesnej, uczestniczka powstania warszawskiego

## Urszula w sztuce
- Urszula Mirouët – powieść Honoriusza Balzaka z 1841 r., stanowiąca część Scen z życia prowincji cyklu Komedia ludzka